# Karol Świerczewski
Karol  Świerczewski (krycím jménem Walter, 22. února 1897 Varšava – 28. března 1947 Jabłonki) byl polský voják a politik.

## Kariéra
Pocházel z dělnické rodiny. Byl účastníkem občanské války v Rusku, od roku 1918 byl členem Bolševické strany. V roce 1927 absolvoval Frunzeho vojenskou akademii, byl interbrigadistou ve španělské občanské válce, od roku 1943 příslušníkem polské armády v SSSR; jeho nepříliš úspěšné velení, vedoucí k vysokým ztrátám, bývá připisováno jeho alkoholismu.[zdroj?]
Byl velitelem 2. polské armády.
Po válce byl polským generálem, komunistickým funkcionářem a ministrem obrany. Podílel se na poválečných represích nekomunistů. V březnu 1947 v Bukovských vrchách (Bieszczady) padl do léčky UPA (banderovců) a byl zabit. Ihned po smrti byl vyznamenán řádem Virtuti Militari a roku 1953 o něm byl natočen životopisný film Żołnierz zwycięstwa. V roce 1967 byla vydána mince v hodnotě 10 złotych ke 20. výročí jeho úmrtí, v roce 1975 vyšel jeho portrét na bankovce 50 zlotých a v roce 1985 na poštovní známce nominálu 15 zlotých.

## Kontroverzní smrt

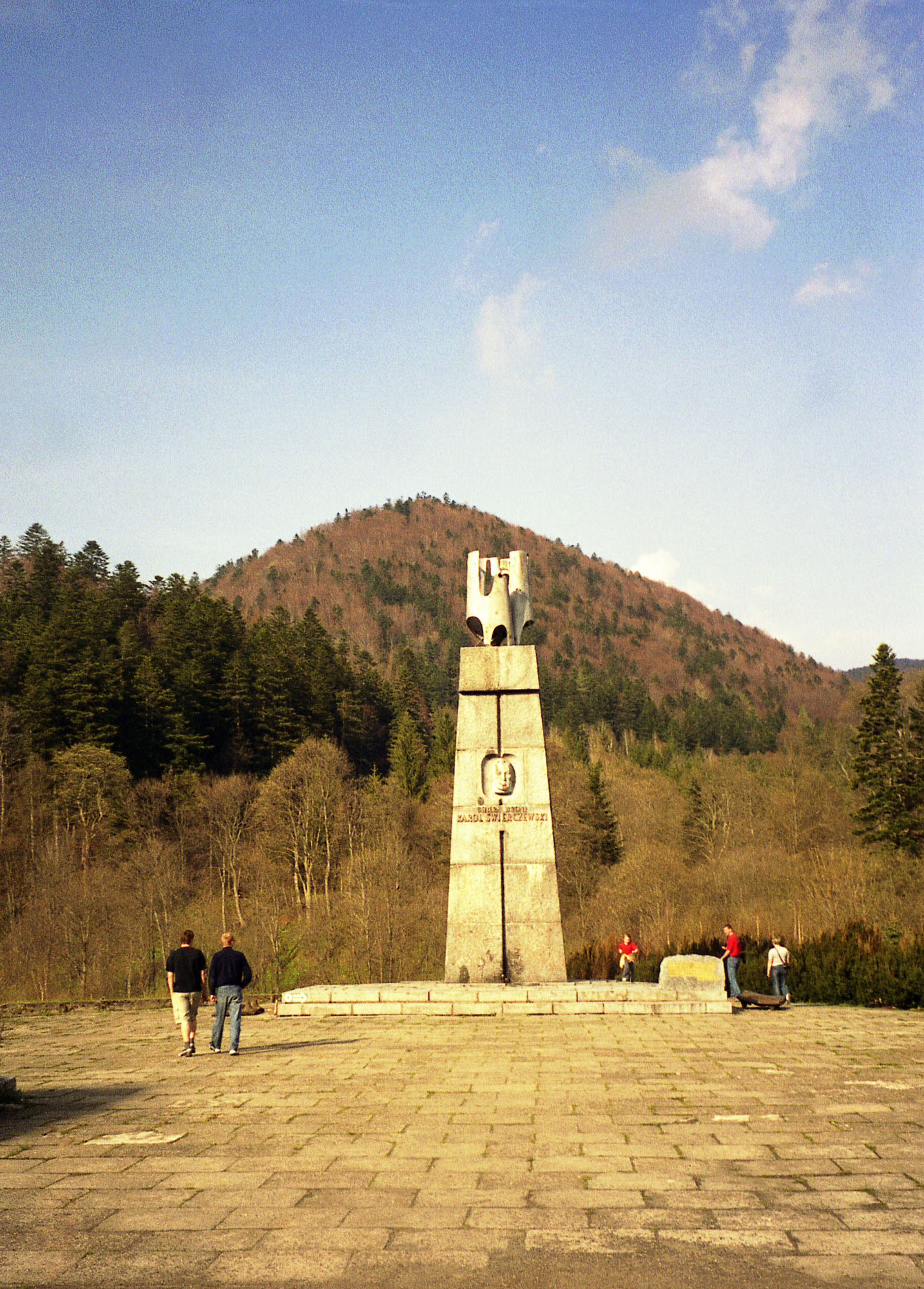
Świerczewského pomník v blízkosti místa jeho úmrtí v Bukovských vrších

Świercezewski byl těžce zraněn při potyčce v blízkosti Baligródu, v březnu 1947, když jel na pravidelnou kontrolu polských vojáků bojujících s ukrajinskými teroristy. Na cestu si tehdy nevzal žádnou ochranku. Útočníky měli být příslušníci Ukrajinské povstalecké armády, kteří mu způsobili tak těžká zranění, že jim do několika hodin podlehl. Jeho smrt je předmětem konspiračních teorií, podle nichž měli za útokem stát Sověti, kterým se nelíbila jeho přílišná suverenita. Podle této verze měl Ukrajincům dodat informaci o generálově cestě NKVD, který také požádal jeho ochranku, aby jej nedoprovázela na jeho cestě kvůli dopravním problémům. Obecně vzato se většina těchto hypotéz shoduje na tom, že byl Świercezewski zlikvidován z politických důvodů, a že iniciátorem byl buď Sovětský svaz, nebo dokonce i sám Stalin. Generál, etnický Polák, ale ve skutečnosti sovětský voják, který se může chlubit svými úspěchy ve španělské občanské válce a v Rudé armádě, se předtím zařadil na nižší příčku, než předváleční polští vojáci Berling a Michał Rola-Żymierski.

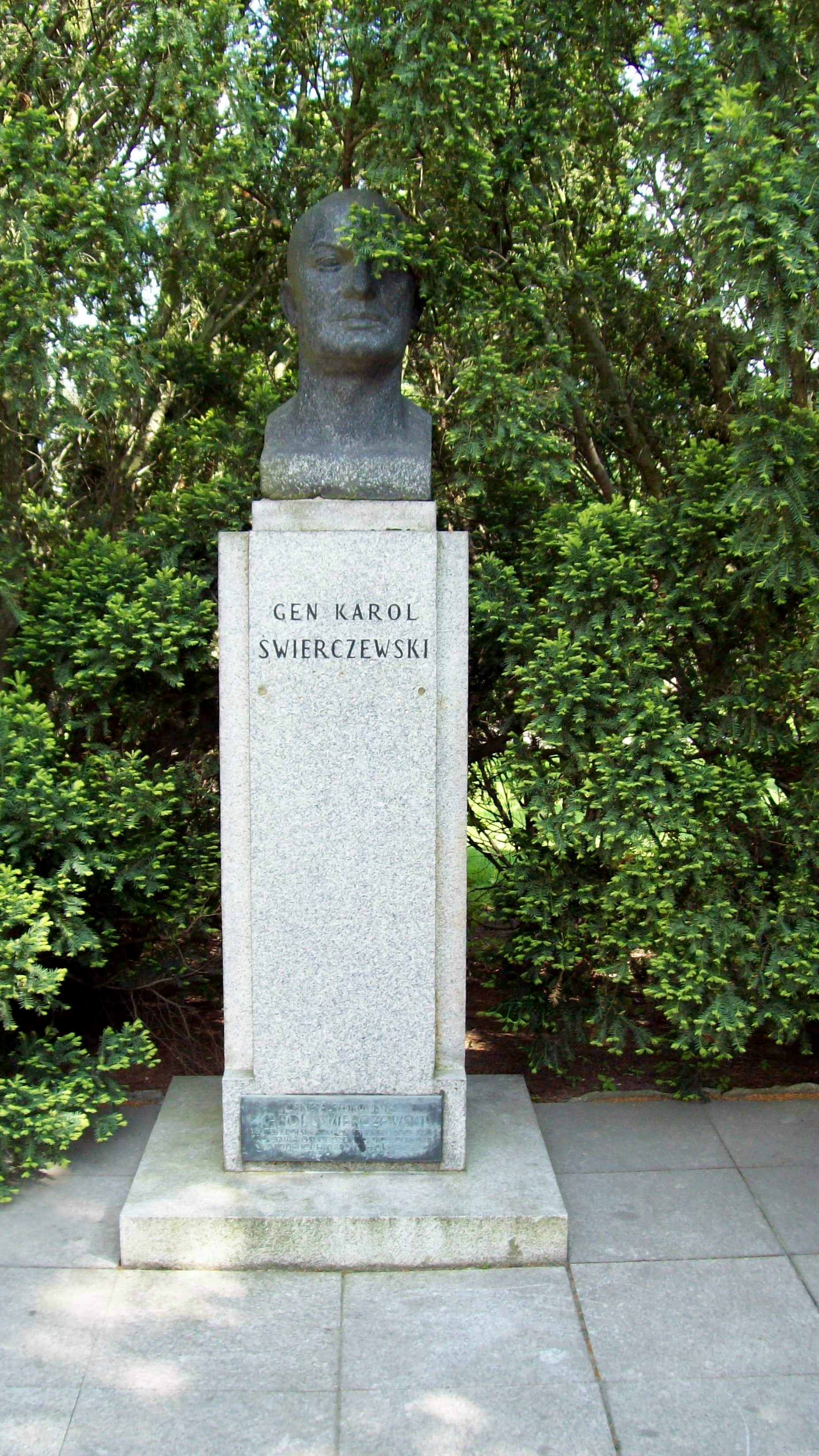
Świerczewského pomník v Mělníku

Pár let po konci 2. světové války pokračovalo povstání ukrajinských nacionalistů vedených Ukrajinskou povstaleckou armádou v boji, v jihovýchodní části Polské lidové republiky. To trvalo až do roku 1949, i když k občasným konfliktům docházelo až do roku 1956. Świerczewského smrt je obecně popisována jako přímý důsledek nucené evakuace ukrajinských civilistů z jihovýchodních teritorií Polské lidové republiky, během Operace Visla, do znovuzískaných oblastí. V socialistickém Polsku se tehdy vedlo hodně mýtů ohledně osobnosti Karola Świerczewského („Generála tří armád“), ale detaily jeho života, zvláště pak působení v Rudé armádě během polsko-sovětské války, jakož i španělské občanské války, nebyly nikdy zmiňovány.